# Kōnstantinos Loumpoutīs
Kōnstantinos Loumpoutīs (in greco: Κωνσταντίνος Λουμπούτης; Salonicco, 10 giugno 1979) è un ex calciatore greco, di ruolo difensore.
Negli anni in Italia, il suo cognome era spesso modificato in Lubutis dagli organi di stampa, trattandosi dell'effettiva pronuncia greca del cognome stesso.

## Carriera

### Club
Debutta a 16 anni con l'Aris FC, nel 1995. Dopo sette anni con la squadra della sua città arriva nella Serie A italiana acquistato dal Perugia nella stagione 2002-2003. In Italia non gioca con continuità e non riesce a guadagnarsi il posto da titolare, così viene ceduto in prestito al Siena. Ritorna a Perugia nella stagione successiva, questa volta in Serie B, ma nuovamente non riesce a giocare con assiduità in prima squadra. Si trasferisce quindi nei Paesi Bassi per giocare nella Eredivisie, prima con il Twente e dal 2006 con l'ADO Den Haag.
In 15 anni effettivi di carriera è riuscito ad andare a segno per 5 volte solo nei primi anni.

### Nazionale
Con la Grecia ha partecipato al Campionato europeo di calcio Under-21 2002 in Svizzera.
Nel 1999 ha giocato una partita nella nazionale maggiore greca.

## Statistiche

### Cronologia presenze e reti in nazionale
| Cronologia completa delle presenze e delle reti in nazionale ― Grecia | Cronologia completa delle presenze e delle reti in nazionale ― Grecia | Cronologia completa delle presenze e delle reti in nazionale ― Grecia | Cronologia completa delle presenze e delle reti in nazionale ― Grecia | Cronologia completa delle presenze e delle reti in nazionale ― Grecia | Cronologia completa delle presenze e delle reti in nazionale ― Grecia | Cronologia completa delle presenze e delle reti in nazionale ― Grecia | Cronologia completa delle presenze e delle reti in nazionale ― Grecia |
| Data                                                                  | Città                                                                 | In casa                                                               | Risultato                                                             | Ospiti                                                                | Competizione                                                          | Reti                                                                  | Note                                                                  |
| --------------------------------------------------------------------- | --------------------------------------------------------------------- | --------------------------------------------------------------------- | --------------------------------------------------------------------- | --------------------------------------------------------------------- | --------------------------------------------------------------------- | --------------------------------------------------------------------- | --------------------------------------------------------------------- |
| 18-12-1999                                                            | Trikala                                                               | Grecia                                                                | 2 – 2                                                                 | Estonia                                                               | Amichevole                                                            | -                                                                     | 46’                                                                   |
| Totale                                                                |                                                                       | Presenze                                                              | 1                                                                     |                                                                       | Reti                                                                  | 0                                                                     |                                                                       |

| Cronologia completa delle presenze e delle reti in nazionale ― Grecia under 21 | Cronologia completa delle presenze e delle reti in nazionale ― Grecia under 21 | Cronologia completa delle presenze e delle reti in nazionale ― Grecia under 21 | Cronologia completa delle presenze e delle reti in nazionale ― Grecia under 21 | Cronologia completa delle presenze e delle reti in nazionale ― Grecia under 21 | Cronologia completa delle presenze e delle reti in nazionale ― Grecia under 21 | Cronologia completa delle presenze e delle reti in nazionale ― Grecia under 21 | Cronologia completa delle presenze e delle reti in nazionale ― Grecia under 21 |
| Data                                                                           | Città                                                                          | In casa                                                                        | Risultato                                                                      | Ospiti                                                                         | Competizione                                                                   | Reti                                                                           | Note                                                                           |
| ------------------------------------------------------------------------------ | ------------------------------------------------------------------------------ | ------------------------------------------------------------------------------ | ------------------------------------------------------------------------------ | ------------------------------------------------------------------------------ | ------------------------------------------------------------------------------ | ------------------------------------------------------------------------------ | ------------------------------------------------------------------------------ |
| 30-3-1999                                                                      | Ozolnieki                                                                      | Lettonia under 21                                                              | 0 – 2                                                                          | Grecia under 21                                                                | Qual. Europeo Under-21 2000                                                    | -                                                                              | 59’                                                                            |
| 8-10-1999                                                                      | Ruše                                                                           | Slovenia under 21                                                              | 0 – 5                                                                          | Grecia under 21                                                                | Qual. Europeo Under-21 2000                                                    | -                                                                              |                                                                                |
| 13-11-1999                                                                     | Teplice                                                                        | Rep. Ceca under 21                                                             | 3 – 0                                                                          | Grecia under 21                                                                | Qual. Europeo Under-21 2000                                                    | -                                                                              | 69’                                                                            |
| 17-11-1999                                                                     | Candia                                                                         | Grecia under 21                                                                | 1 – 0                                                                          | Rep. Ceca under 21                                                             | Qual. Europeo Under-21 2000                                                    | -                                                                              | 71’                                                                            |
| 15-8-2000                                                                      | ?                                                                              | Svizzera under 21                                                              | 1 – 3                                                                          | Grecia under 21                                                                | Amichevole                                                                     | -                                                                              |                                                                                |
| 1-9-2000                                                                       | Lubecca                                                                        | Germania under 21                                                              | 2 – 1                                                                          | Grecia under 21                                                                | Qual. Europeo Under-21 2002                                                    | -                                                                              | 71’                                                                            |
| 6-10-2000                                                                      | Kaisarianī                                                                     | Grecia under 21                                                                | 3 – 1                                                                          | Finlandia under 21                                                             | Qual. Europeo Under-21 2002                                                    | -                                                                              |                                                                                |
| 10-10-2000                                                                     | Tirana                                                                         | Albania under 21                                                               | 0 – 1                                                                          | Grecia under 21                                                                | Qual. Europeo Under-21 2002                                                    | -                                                                              |                                                                                |
| 27-2-2001                                                                      | ?                                                                              | Grecia under 21                                                                | 2 – 0                                                                          | Russia under 21                                                                | Amichevole                                                                     | -                                                                              | 72’                                                                            |
| 27-3-2001                                                                      | Atene                                                                          | Grecia under 21                                                                | 2 – 0                                                                          | Germania under 21                                                              | Qual. Europeo Under-21 2002                                                    | -                                                                              |                                                                                |
| 1-6-2001                                                                       | San Nicolò                                                                     | Grecia under 21                                                                | 0 – 0                                                                          | Albania under 21                                                               | Qual. Europeo Under-21 2002                                                    | -                                                                              |                                                                                |
| 5-6-2001                                                                       | Atene                                                                          | Grecia under 21                                                                | 3 – 1                                                                          | Inghilterra under 21                                                           | Qual. Europeo Under-21 2002                                                    | -                                                                              | 83’                                                                            |
| 5-10-2001                                                                      | Blackburn                                                                      | Inghilterra under 21                                                           | 2 – 1                                                                          | Grecia under 21                                                                | Qual. Europeo Under-21 2002                                                    | -                                                                              |                                                                                |
| 9-11-2001                                                                      | Giannina                                                                       | Grecia under 21                                                                | 3 – 0                                                                          | Turchia under 21                                                               | Qual. Europeo Under-21 2002                                                    | -                                                                              |                                                                                |
| 13-11-2001                                                                     | İzmit                                                                          | Turchia under 21                                                               | 2 – 1                                                                          | Grecia under 21                                                                | Qual. Europeo Under-21 2002                                                    | -                                                                              |                                                                                |
| 16-5-2002                                                                      | Losanna                                                                        | Grecia under 21                                                                | 1 – 2                                                                          | Belgio under 21                                                                | Europeo Under-21 2002 - 1º turno                                               | -                                                                              |                                                                                |
| 21-5-2002                                                                      | Losanna                                                                        | Rep. Ceca under 21                                                             | 1 – 1                                                                          | Grecia under 21                                                                | Europeo Under-21 2002 - 1º turno                                               | -                                                                              |                                                                                |
| Totale                                                                         |                                                                                | Presenze                                                                       | 17                                                                             |                                                                                | Reti                                                                           | 0                                                                              |                                                                                |

## Palmarès

### Club

#### Competizioni nazionali
- Beta Ethniki: 1

Aris Salonicco: 1997-1998

#### Competizioni internazionali
- Coppa Intertoto UEFA: 1

Perugia: 2003